# فايزان خان
فايزان خان (27 أغسطس 1992 في باكستان - ) هو لاعب كريكت باكستاني.

## وصلات خارجية
- فايزان خان على موقع إي آس بي آن كريك إنفو (الإنجليزية)